# بيدرو دي سيلفا
بيدرو دي سيلفا هو كاتب ومحامي وسياسي إسباني، ولد في 18 أغسطس 1945 في خيخون في إسبانيا. نشط حزبياً في الحزب الاشتراكي العمالي الإسباني. في الانتخابات العمومية الإسبانية 1982 ‏، انتخب عضو مجلس النواب الإسباني ‏ عن دائرة أشتورية ‏ خلال فترته النيابية ‏ (11 نوفمبر 1982 – 26 مايو 1983) وفي الانتخابات العمومية الإسبانية 1979 ‏، انتخب عضو مجلس النواب الإسباني ‏ عن دائرة أشتورية ‏ خلال فترته النيابية ‏ (15 مارس 1979 – 31 أغسطس 1982) وانتخب رئيس إمارة أستورياس ‏ (17 يونيو 1983 – 11 يوليو 1991).